# William Hurt
William Hurt (Washington, 1950. március 20. – Portland, 2022. március 13.) Oscar- és BAFTA-díjas amerikai színész.

## Élete

### Fiatalkora
Hurt az Egyesült Államokban, Washingtonban született Claire Isabel McGill, a Time, Inc. munkatársa és Alfred McCord Hurt, az USA külügyminisztériumi dolgozójának fiaként. Még gyerekkorában, anyja újból férjhez ment, Henry Luce III-hoz, a Time Magazine alapítójának fiához. Hurt 1968-ban végezte el a Middlesex Schoolt, ahol a drámakör alelnöke volt, s több főszerepet is eljátszott az iskolai darabokban. Középiskolai évkönyvében az állt, „Ilyen jellemvonásokkal akár még a Broadwayen is viszontláthatjuk.” Hurt a Tufts Universityn teológiát tanult, de mégis inkább a színészet felé fordult, s csatlakozott a Juilliard School drámaiskolába, aminek Christopher Reeve is tagja volt akkoriban.

### Karrierje
Hurt először színpadon tűnt fel, később jutott csak filmszerepekhez. Első komolyabb feladatát az Változó állapotok című sci-fiben kapta 1980-ban, s ezzel széles körben megjegyezték az érzelmi megszállott tudós megformálóját. 1985-ben már Oscar-díjjal jutalmazták alakítását A Pókasszony csókja című film főszerepében. Mindezidáig további három alkalommal jelölték a díjra. Az 1986-os Egy kisebb isten gyermekeiben, a következő évben készült A híradó sztárjaiban, s végül a 2005-ben bemutatott Erőszakos múltban nyűgözte le az Akadémiát.
Gyakran választják intellektuális szerepekre, ezt kamatoztatta a Lost in Space – Elveszve az űrben és A nagy borzongás című filmbekben is, de más oldaláról is megismerhette a néző a Szeretlek holtodiglan, vagy David Cronenberg Erőszakos múlt című alkotása révén, melyben egy fenyegető maffiafőnököt alakít. Tízperces jelenléte a vásznon számos díjban részesült. Még ugyanebben az évben a Sziriána rejtélyes kormányzati operátoraként, 2007-ben pedig Kevin Costner gyilkos hajlamú alteregójaként tűnt fel a Mr. Brooksban.
Hurt nemrégiben Stephen King Rémálmok és lidércek (Nightmares and Dreamscapes) című művének minisorozat-adaptációjában, közelebbről a Battlegroundra keresztelt első részben volt látható. Jelenleg is játszik Csehov Ványa bácsijának színpadi változatában az Artist Repertoire Theatre-ben, az oregoni Portlandben.
Utóbbi munkái között szerepel a Nyolc tanú című thriller, melyben az USA elnökét játssza és A hihetetlen Hulk című szuperhős-mozi, ahol Thaddeus "Thunderbolt" Ross tábornokot alakítja Edward Norton oldalán.
Karrierjének magyar vonatkozása, hogy együtt dolgozott Szabó István filmrendezővel A napfény íze című filmben, ahol Knorr Andor ÁVH-s tiszt szerepét játssza.
Olyan színészek voltak a magyar hangjai, mint Végvári Tamás, Szakácsi Sándor, Kőszegi Ákos, Haás Vander Péter és Dörner György.

### Magánélete
Hurt otthona Párizs közelében van, s folyékonyan beszél franciául. Sandrine Bonnaire színésznőtől lánya született, s van egy fia Sandra Jenningstől. Első felesége Mary Beth Hurt volt 1971 és 1982 között, továbbá együtt élt Marlee Matlinnel egy rövid ideig, 1986-ban. Két fiúnak, Samnek és Williamnek adott életet második felesége, Heidi Henderson, akitől 1992-ben vált el három évnyi házasság után.
2018-ban prosztatarákkal diagnosztizáltak. 2022-ben, egy héttel 72. születésnapja előtt hunyt el.

## Filmográfia

### Film
| Év   | Magyar cím                        | Eredeti cím                        | Szerep                                | Magyar hang          |
| ---- | --------------------------------- | ---------------------------------- | ------------------------------------- | -------------------- |
| 1980 | Változó állapotok                 | Altered States                     | Eddie Jessup                          | Szabó Sipos Barnabás |
| 1981 | Vigyázó szemek                    | Eyewitness                         | Daryll Deever                         | Rosta Sándor         |
| 1981 | A test melege                     | Body Heat                          | Ned Racine                            | Kautzky Armand       |
| 1983 | A nagy borzongás                  | The Big Chill                      | Nick Carlton                          | Szersén Gyula        |
| 1983 |                                   | Gorky Park                         | Arkady Renko                          |                      |
| 1985 | A pókasszony csókja               | Kiss of the Spider Woman           | Luis Alberto Molina                   | Szakácsi Sándor      |
| 1986 | Egy kisebb isten gyermekei        | Children of a Lesser God           | James Leeds                           | Végvári Tamás        |
| 1987 | A híradó sztárjai                 | Broadcast News                     | Tom Grunick                           | Csernák János        |
| 1988 |                                   | A Time of Destiny                  | Martin Larraneta                      |                      |
| 1988 | Az alkalmi turista                | The Accidental Tourist             | Macon Leary                           | Dörner György        |
| 1989 | Szeretlek holtodiglan             | I Love You to Death                | Harlan James                          | Hegedűs D. Géza      |
| 1989 | Alice                             | Alice                              | Doug Tate                             | Kovács István        |
| 1989 | Alice                             | Alice                              | Doug Tate                             | Máté Gábor           |
| 1989 | Alice                             | Alice                              | Doug Tate                             | Harmath Imre         |
| 1991 | A doktor                          | The Doctor                         | Dr. Jack MacKee                       | Dörner György        |
| 1991 | A világ végéig                    | Until the End of the World         | Sam Farber, alias Trevor McPhee       | Rátóti Zoltán        |
| 1992 | A pestis                          | The Plague                         | Bernard Rieux doktor                  | Barbinek Péter       |
| 1993 | Mr. Wonderful                     | Mr. Wonderful                      | Tom                                   | Haás Vander Péter    |
| 1993 | Mr. Wonderful                     | Mr. Wonderful                      | Tom                                   | Balázs Péter         |
| 1994 | Esküdt ellenség                   | Trial by Jury                      | Tommy Vesey                           | Kőszegi Ákos         |
| 1994 | Második nekifutás                 | Second Best                        | Graham Holt                           | Blaskó Péter         |
| 1995 | Füst                              | Smoke                              | Paul Benjamin                         | Szakácsi Sándor      |
| 1996 | Kanapé New Yorkban                | A Couch in New York                | Henry Harriston                       | Dörner György        |
| 1996 | Kanapé New Yorkban                | A Couch in New York                | Henry Harriston                       | Haás Vander Péter    |
| 1996 | Michael                           | Michael                            | Frank Quinlan                         | Rosta Sándor         |
| 1996 | Jane Eyre                         | Jane Eyre                          | Edward Fairfax Rochester              | Széles László        |
| 1997 | Szeretetvágy                      | Loved                              | K.D. Dietrickson                      | Szakácsi Sándor      |
| 1998 | Lost in Space – Elveszve az űrben | Lost in Space                      | John Robinson professzor              | Rosta Sándor         |
| 1998 | Dark City                         | Dark City                          | Frank Bumstead felügyelő              | Rosta Sándor         |
| 1998 | Életem értelme                    | One True Thing                     | George Gulden                         | Sörös Sándor         |
| 1999 | A negyedik emelet                 | The 4th Floor                      | Greg Harrison                         | Szervét Tibor        |
| 1999 | A napfény íze                     | Sunshine                           | Andor Knorr                           | Végvári Tamás        |
| 1999 | Diplomáciai védettség             | The Big Brass Ring                 | William Blake Pellarin                |                      |
| 1999 | Szó nélkül                        | Do Not Disturb                     | Walter Richmond                       | Végvári Tamás        |
| 2000 | Vírusbosszú                       | Contaminated Man                   | David R. Whitman                      | Szakácsi Sándor      |
| 2000 | A csodatevő                       | The Miracle Maker                  | Jairus (hangja)                       |                      |
| 2001 | Ritka madár                       | Rare Birds                         | Dave                                  | Sörös Sándor         |
| 2001 | A. I. – Mesterséges értelem       | A.I. Artificial Intelligence       | Hobby professzor                      | Haás Vander Péter    |
| 2001 | A. I. – Mesterséges értelem       | A.I. Artificial Intelligence       | Hobby professzor                      | Fehér Péter          |
| 2001 |                                   | The Simian Line                    | Edward                                |                      |
| 2002 | Örök kaland                       | Tuck Everlasting                   | Angus Tuck                            | Sörös Sándor         |
| 2002 | Ütközéspont                       | Changing Lanes                     | Doyle szponzora                       | Rosta Sándor         |
| 2002 | Közel a mennyországhoz            | Nearest to Heaven                  | Matt                                  | Kőszegi Ákos         |
| 2004 |                                   | The Blue Butterfly                 | Alan Osborne                          |                      |
| 2004 | A falu                            | The Village                        | Edward Walker                         | Dörner György        |
| 2005 | The King                          | The King                           | David Sandow                          | Rosta Sándor         |
| 2005 | Erőszakos múlt                    | A History of Violence              | Richie Cusack                         | Végvári Tamás        |
| 2005 | Sohaország                        | Neverwas                           | Dr. Peter Reed                        | Csernák János        |
| 2005 | Sziriana                          | Syriana                            | Stan Goff                             | Rosta Sándor         |
| 2006 | Az ügynökség                      | The Good Shepherd                  | Philip Allen                          | Kőszegi Ákos         |
| 2006 | Az ügynökség                      | The Good Shepherd                  | Philip Allen                          | Rosta Sándor         |
| 2006 |                                   | The Legend of Sasquatch            | John Davis (hangja)                   |                      |
| 2007 | Mr. Brooks                        | Mr. Brooks                         | Marshall                              | Haás Vander Péter    |
| 2007 |                                   | Beautiful Ohio                     | Simon Messerman                       |                      |
| 2007 |                                   | Noise                              | Mayor Schneer                         |                      |
| 2007 | Út a vadonba                      | Into the Wild                      | Walt McCandless                       | Rosta Sándor         |
| 2008 | Nyolc tanú                        | Vantage Point                      | Ashton elnök                          | Rosta Sándor         |
| 2008 | A hihetetlen Hulk                 | The Incredible Hulk                | Thaddeus `Thunderbolt` Ross tábornok  | Rosta Sándor         |
| 2008 | Sárga zsebkendő                   | The Yellow Handkerchief            | Brett Hanson                          |                      |
| 2009 | A grófnő                          | The Countess                       | Thurzó György                         | Rosta Sándor         |
| 2010 | Robin Hood                        | Robin Hood                         | William Marshal                       | Rosta Sándor         |
| 2011 |                                   | The River Why                      | Henning Hale-Orviston                 |                      |
| 2011 | Tétova félrelépők                 | Late Bloomers                      | Adam                                  | Kőszegi Ákos         |
| 2011 |                                   | Hellgate                           | Warren Mills                          |                      |
| 2012 |                                   | J'enrage de son absence            | Jacques                               |                      |
| 2013 | A burok                           | The Host                           | Jeb Stryder                           | Rosta Sándor         |
| 2013 | Egy szerelem története: A nő      | The Disappearance of Eleanor Rigby | Julian Rigby                          |                      |
| 2013 |                                   | Fire in the Blood (dokumentumfilm) | narrátor (hangja)                     |                      |
| 2013 | Éjjelek és nappalok               | Days and Nights                    | Herb                                  | Blaskó Péter         |
| 2014 | Téli mese                         | Winter's Tale                      | Isaac Penn                            | Sörös Sándor         |
| 2014 | Egy szerelem története: Ők        | The Disappearance of Eleanor Rigby | Julian Rigby                          | Rosta Sándor         |
| 2016 | Race – A legendák ideje           | Race                               | Jeremiah Mahoney                      | Rosta Sándor         |
| 2016 | Amerika Kapitány: Polgárháború    | Captain America: Civil War         | Thaddeus Ross külügyminiszter         | Rosta Sándor         |
| 2018 |                                   | The Miracle Season                 | Ernie Found                           |                      |
| 2018 | Bosszúállók: Végtelen háború      | Avengers: Infinity War             | Thaddeus Ross külügyminiszter         | Rosta Sándor         |
| 2019 | Bosszúállók: Végjáték             | Avengers: Endgame                  | Thaddeus Ross külügyminiszter (cameo) | nem szólal meg       |
| 2019 | Megkésett kitüntetés              | The Last Full Measure              | Tully                                 | Rosta Sándor         |
| 2021 | Fekete Özvegy                     | Black Widow                        | Thaddeus Ross külügyminiszter         | Rosta Sándor         |
| 2022 | A sellő és a Napkirály            | The King's Daughter                | Père La Chaise                        | Rosta Sándor         |

### Televízió
| Év        | Magyar cím                         | Eredeti cím                                     | Szerep                       | Megjegyzések                                                  |
| --------- | ---------------------------------- | ----------------------------------------------- | ---------------------------- | ------------------------------------------------------------- |
| 1977      |                                    | The Best of Families                            | James Lathrop                | minisorozat                                                   |
| 1977      | Kojak                              | Kojak                                           | Jake                         | 2 epizód                                                      |
| 1978      |                                    | Verna: USO Girl                                 | Walter                       | tévéfilm                                                      |
| 1981      |                                    | All the Way Home                                | Jay Follet                   | tévéfilm                                                      |
| 1982      |                                    | A Midsummer's Night Dream                       | Oberon                       | tévéfilm                                                      |
| 1989      | Saturday Night Live                | Saturday Night Live                             | önmaga                       | 1 epizód                                                      |
| 1998      |                                    | Lee Marvin: A Personal Portrait by John Boorman | önmaga                       | televíziós dokumentumfilm                                     |
| 2000      | Dűne                               | Frank Herbert's Dune                            | Leto Atreides herceg         | - 3 epizód - magyar hangjai: - Szakácsi Sándor - Sörös Sándor |
| 2001      | Szabadtéri mulatságok              | The Flamingo Rising                             | Turner Knight                | tévéfilm                                                      |
| 2001      | Varian háborúja                    | Varian's War                                    | Varian Fry                   | - tévéfilm - magyar hangja: - Helyey László                   |
| 2002      | Férjek gyöngye                     | The King of Queens                              | Dr. Taber                    | 1 epizód                                                      |
| 2002      | Kettős ügynök                      | Master Spy: The Robert Hanssen Story            | Robert Hanssen               | - tévéfilm - magyar hangja: - Haás Vander Péter               |
| 2004      | Frankenstein: Újratöltve           | Frankenstein                                    | Waldman professzor           | minisorozat (2 epizód)                                        |
| 2005      |                                    | Hunt for Justice                                | Montimer tábornok            |                                                               |
| 2006      |                                    | Nightmares & Dreamscapes                        | Jason Renshaw                | 1 epizód                                                      |
| 2009      | A hatalom hálójában                | Damages                                         | Daniel Purcell               | - 10 epizód - magyar hangja:[forrás?] - Csernák János         |
| 2009      | Végjáték                           | Endgame                                         | Willie Esterhuyse professzor | tévéfilm                                                      |
| 2011      | Moby Dick                          | Moby Dick                                       | Ahab kapitány                | - minisorozat (2 epizód) - magyar hangja: - Rosta Sándor      |
| 2011      | Válság a Wall Streeten             | Too Big to Fail                                 | Henry Paulson                | - tévéfilm - magyar hangja: - Csernák János                   |
| 2013      |                                    | Bonnie & Clyde                                  | Frank Hamer                  | minisorozat (2 epizód)                                        |
| 2013      |                                    | The Challenger Disaster                         | Richard Feynman              | tévéfilm                                                      |
| 2015      |                                    | Humans                                          | George Millican              | 7 epizód                                                      |
| 2016      | Beowulf: Visszatérés Shieldlandsbe | Beowulf: Return to the Shieldlands              | Hrothgar                     | 5 epizód                                                      |
| 2016–2021 | Góliát                             | Goliath                                         | Donald Cooperman             | 14 epizód                                                     |
| 2018–2020 | A keselyű három napja              | Condor                                          | Bob Partridge                | 11 epizód                                                     |
| 2021      |                                    | Mythic Quest                                    | Peter Cromwell               | 1 epizód                                                      |
| 2022      |                                    | Pantheon                                        | Stephen Holstrom (hangja)    | 3 epizód                                                      |

## Jelentősebb díjai
- Oscar-díj
  - 1986. legjobb férfi főszereplő (A Pókasszony csókja)
- BAFTA-díj
  - 1986. legjobb színész (A Pókasszony csókja)
- Cannes-i filmfesztivál
  - 1985. legjobb férfi alakítás díja (A Pókasszony csókja)
- Los Angeles-i Filmkritikusok Szövetsége
  - 2005. legjobb mellékszereplő színész (Erőszakos múlt)
  - 1985. legjobb színész (A Pókasszony csókja)
- New York-i Filmkritikusok Szövetsége
  - 2005. legjobb mellékszereplő színész (Erőszakos múlt)